# Abri Simond
L'abri Simond est un refuge de montagne non gardé situé en France, en Haute-Savoie, dans le massif du Mont-Blanc, au-dessus de Chamonix-Mont-Blanc.

## Géographie
Il se trouve à 3 593 mètres d'altitude, dominé par l'aiguille du Midi et à proximité du refuge des Cosmiques, sur l'arête des Cosmiques.

## Histoire
Le bâtiment est édifié en 1942 dans le cadre de la construction de la troisième section du téléférique de l'Aiguille du Midi, précurseur de l'actuel téléphérique, afin d'abriter les ouvriers du chantier de la gare d'arrivée non loin du col du Midi. Il est nommé en l'honneur d'Alfred Simond, guide et chasseur de haute-montagne mort début 1940.

## Accès
L'abri Simond sert de refuge d'hiver lorsque le refuge des Cosmiques n'est plus gardé hors période estivale,. Il offre une capacité de couchage de douze personnes.

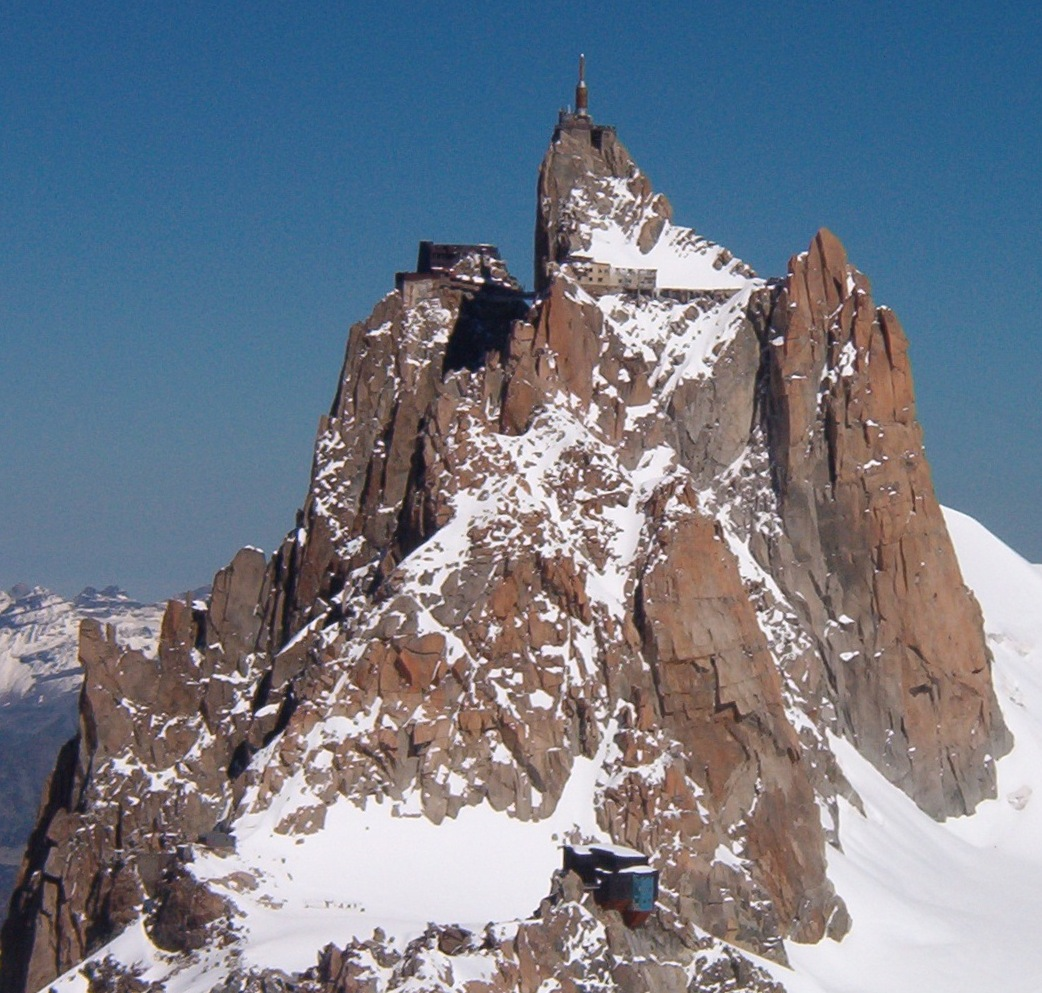
L'aiguille du Midi vue depuis le sud-ouest avec à ses pieds le refuge des Cosmiques (à droite) et l'abri Simond (à gauche).